# 모모타로

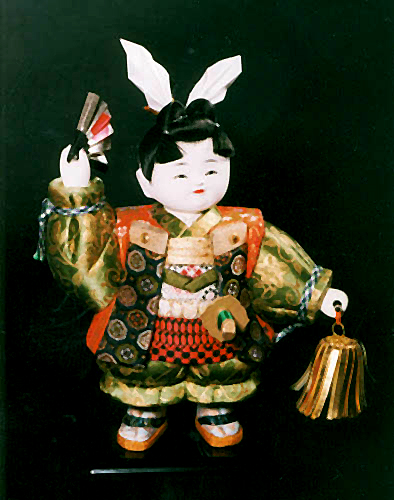
모모타로 도자기 인형

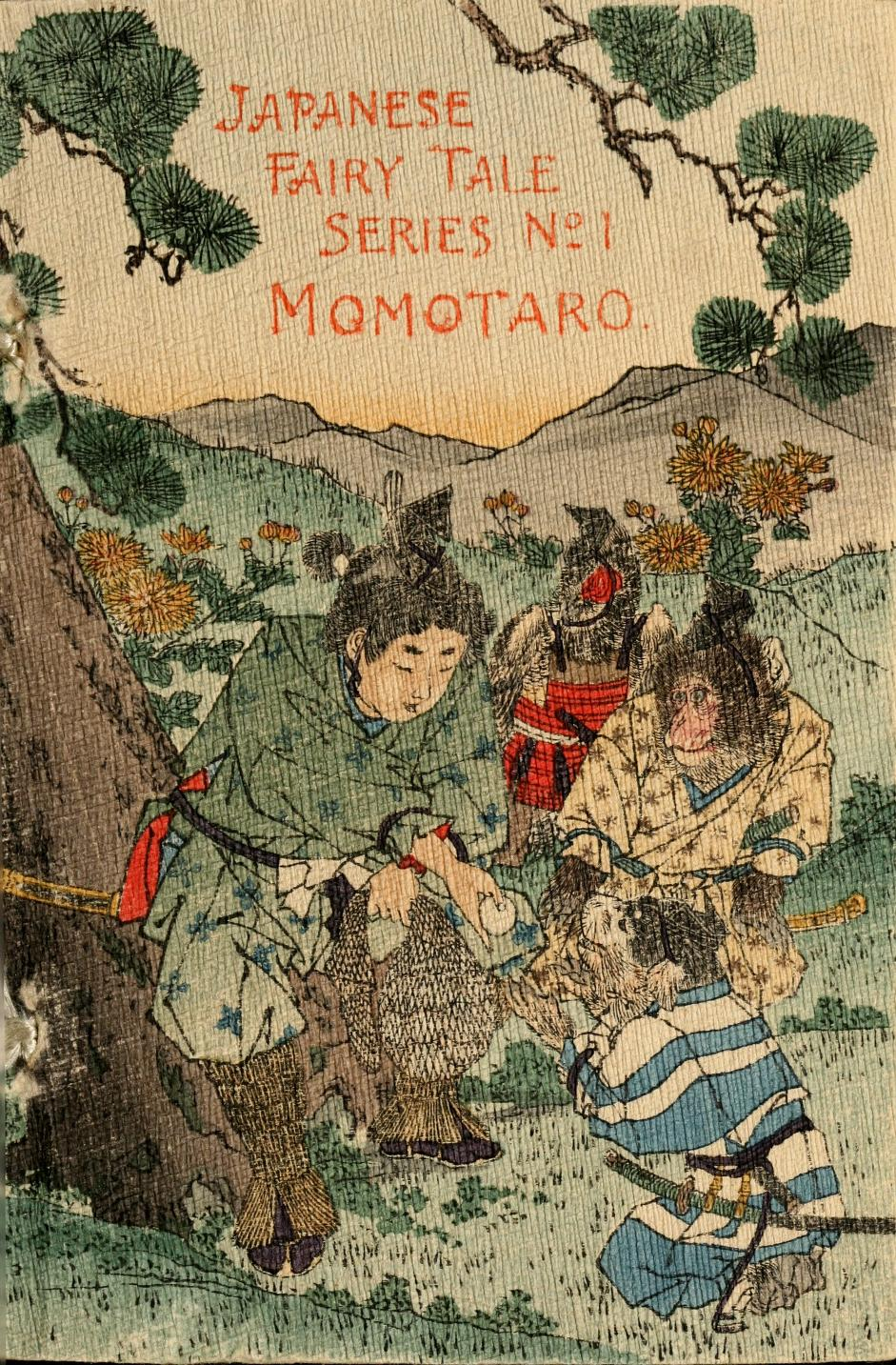
하세가와 타케지로가 쓴 모모타로 책 영어, 1885년

모모타로(일본어: 桃太郎)는 일본 전설의 대중적인 영웅이다. 이름인 모모타로는 복숭아를 뜻하는 모모와 일본의 남자 아이 이름인 타로가 합쳐져 만들어진 이름으로, 복숭아 소년, 또는 복숭아 동자로 번역하여 부른다. 모모타로는 여러 책과 영화, 작품 등에서 주인공으로 등장한다.

## 줄거리
전설에 따르면 모모타로는 거대한 복숭아 안에 들어있는 채로 땅에서 나왔다. 이 거대한 복숭아는 강을 따라 떠내려가다 빨래를 하던 자식 없는 노파에게 발견되었고, 그녀와 남편이 그것을 먹으려고 열어보자 안에서 어린 아이를 발견하였다. 아이는 노인 부부의 자식이 되기 위하여 하늘이 자신을 보냈다고 설명하였고, 부부는 아이의 이름을 복숭아를 뜻하는 모모와 장남을 뜻하는 타로를 따서 모모타로라고 짓는다.
1753년에 쓰여진 아주 오래된 형태의 이야기에서는, 늙고 자식 없는 여인이 떠다니는 거대한 복숭아를 집에 가지고 온다. 노파가 복숭아가 먹음직스러운 모습을 보고 한입 베어먹자 갑자기 젊었을 때의 모습과 아름다움을 되찾게 되었다. 그녀의 남편은 언덕에 있는 집에 돌아오자 눈부시게 아름다운 젊은 여자가 그의 집에 있는 것을 보고 매우 놀란다. 처음에는 부인이 다시 젊어진 모습이라는 것을 믿지 않았지만, 그녀는 강에 떠다니던 이상한 복숭아를 집에 가지고 와서 먹었더니 신기하게도 모습이 바뀌었다고 설명하였다. 부인이 남편에게 복숭아 조각을 주자, 그것을 먹은 남편도 역시 젊었을 때의 모습과 힘을 되찾았다. 밤이 되자, 다시 젊어진 부부는 사랑을 나누고 부인은 임신을 하게 되었다. 부인이 첫 아이로 아들을 출산하자 부부는 아이의 이름을 일본에서 장남에게 보편적으로 지어주는 이름인 타로라고 지었다. 이 도입부는 여러 개의 형태로 전해 내려오는 이야기 중 하나이지만, 메이지 시대에는 사랑을 나누지 않는 내용의 이야기로 교체되어 학교 국정 교과서에 실렸다.
일본 사회가 동시대의 서양 문화의 영향으로 성적인 주제에 대해 민감한 의식을 가지게 되었고, 이로 인해 교과서를 검열하는 데 변화된 일본의 사회 의식에 맞게 전래 동화를 갑자기 바꾸었다고 볼 수 있다. 복숭아는 일본에서 종종 성교와 다산의 상징으로 여겨지는 것에 주목할만한데, 복숭아가 여자의 엉덩이와 닮았다고 믿기 때문이었다.
몇 년이 흐르고, 모모타로는 부모를 떠나 약탈을 일삼는 오니를 없애기 위해, 괴물이 살고 있는 오니가시마(鬼ヶ島)라는 섬으로 가게 되었다. 여행길을 떠나게 된 모모타로는 도중에 말하는 개와 원숭이, 꿩을 만나 자신의 임무를 도와줄 친구가 되어 함께 행동하였다. 섬에 도착한 모모타로와 동물 친구들은 오니들의 요새로 쳐들어가 괴물들의 대장인 우라(温羅)와 그의 군대를 패배시키고 항복을 받아내었다. 모모타로는 자신의 새로운 친구들과 함께 집으로 돌아오고, 그의 가족들과 함께 오래도록 행복하게 살았다.
모모타로는 오카야마와 매우 밀접한 연관이 있는데, 이 모험 이야기가 오카야마의 원전일 수도 있다. 이야기에 나오는 오니가시마는 종종 다카마쓰에 가까운 메기지마 섬과 연관되기도 한다. 그 섬에서 거대한 인공 동굴이 발견되었기 때문이다.
모모타로는 지역에 따라 여러 가지 다른 이야기가 있다. 어떤 지역에서는 모모타로가 바구니, 하얀 복숭아, 또는 빨간 복숭아 안에 담기어 떠내려 왔다고 한다. 시코쿠와 주고쿠 지역의 이야기에서는 또 다른 민담인 원숭이와 게의 싸움에서 온 등장인물과 혼합되어 있기도 하다. 이 이야기에서는 모모타로가 벌과 게, 맷돌, 밤, 쇠똥과 함께 오니가시마로 가게 된다. 이 이야기 속의 동물들과 사물들은 오랜 시간 동안 영혼을 가지고 자신의 의지대로 움직일 수 있다고 믿어져 왔다. 쇠똥은 종종 그를 받드는 건물이 있었는데, 쇠똥을 밟거나 걸려 넘어지지 않도록 쇠똥의 영혼을 달래기 위해서였다.

## 모모타로 노래
모모타로에 대한 대중적인 동요 〈모모타로산 노 우타〉 (桃太郎さんの歌, 모모타로씨의 노래)는 1911년 처음 출판되었다. 아래는 노래의 가사와 한국어 발음, 번역이다.

桃太郎さんの歌
모모타로산 노 우타
모모타로씨의 노래

桃太郎さん、桃太郎さん
모모타로산, 모모타로산
모모타로씨, 모모타로씨

お腰につけたきびだんご
오코시 니 즈케타 키비단고
허리에 찬 수수경단

一つ私に下さいな！
히토츠 와타시 니 쿠다사이 나！
내게 하나 주지 않을래!

あげましょう、あげましょう
아게마쇼우, 아게마쇼우
드려요, 드려요

今から鬼の征伐に
이마 카라 오니 노 세이바츠 니
지금부터 귀신을 잡으러

ついてくるならあげましょう
즈이테 쿠루 나라 아게마쇼우
같이 가면 드려요

## 같이 보기
- 몸무 천황